# Ji Xinpeng
Dans ce nom chinois, le nom de famille, Ji, précède le nom personnel.
Ji Xinpeng (chinois simplifié : 吉新鹏), né le 30 décembre 1977 à Xiamen (Fujian), est un joueur de badminton chinois.
Il est devenu le premier chinois champion olympique de badminton en simple, à Sydney en 2000. Cette victoire constitue une surprise, Ji n'ayant jamais remporté de titre majeur auparavant. Il remporte l'Open du Japon quelques mois plus tard.
Il devient entraîneur de l'équipe chinoise de badminton en 2008.